# بیزهرادتس
بیزهرادتس (به چکی: Byzhradec) یک منطقهٔ مسکونی در جمهوری چک است که در ناحیه ریخنوف ناد کنیژنوو واقع شده‌است.